# 徐正源
徐 正源（ソ・ジョンウォン、서정원、1970年12月17日 - ）は、大韓民国・京畿道広州市出身の元サッカー選手。サッカー指導者。現役時代のポジションはミッドフィールダー、フォワード。
100メートル11秒台と抜群のスピードを持ち、縦への優れた突破力を持った、ウインガータイプの選手であった。プロ意識も高く、1990年代の韓国を代表するスター選手であった。

## 経歴
高麗大学校から安養LGに入団。1998年にはワールドカップを控え、フランスのストラスブールへ移籍して一年間在籍した。水原三星では選手の傍ら、コーチも兼任。2005年1月にオーストリア・ブンデスリーガのSVアウストリア・ザルツブルクに移籍。同6月から2007年6月までは同じリーグのSVリートでプレーした。2006-07シーズン後、現役引退を発表した。
引退後は指導者に転身し、U-23など韓国代表コーチ、古巣水原三星コーチを経て、2013年シーズンより水原三星監督に就任した。

## 所属クラブ
- 高麗大学校 1988-1991
- LGチータース / 安養LGチータース 1992-1997
- RCストラスブール 1998
- 水原三星ブルーウィングス 1999-2004
- SVアウストリア・ザルツブルク 2005
- SVリート 2005-2007

## 代表歴

### 出場大会
- 韓国代表
  - 1994 FIFAワールドカップ (グループリーグ敗退)
  - 1998 FIFAワールドカップ (グループリーグ敗退)

### 試合数
- 国際Aマッチ 89試合 16得点（1990年-2001年）[2]

| 韓国代表 | 国際Aマッチ | 国際Aマッチ |
| 年       | 出場        | 得点        |
| -------- | ----------- | ----------- |
| 1990     | 11          | 5           |
| 1991     | 0           | 0           |
| 1992     | 1           | 0           |
| 1993     | 19          | 4           |
| 1994     | 12          | 2           |
| 1995     | 2           | 0           |
| 1996     | 8           | 1           |
| 1997     | 20          | 4           |
| 1998     | 7           | 0           |
| 1999     | 5           | 0           |
| 2000     | 0           | 0           |
| 2001     | 4           | 0           |
| 通算     | 89          | 16          |

## 指導歴
- U-23韓国代表 コーチ 2008-2010
- 韓国代表 コーチ 2010-2011
- 水原三星ブルーウィングス コーチ 2012
- 水原三星ブルーウィングス 監督 2013-2018
- 成都蓉城足球倶楽部 監督 2021-